# Isabel Pérez Farfante
Isabel Pérez Farfante (La Habana, 24 de julio de 1916-20 de agosto de 2009) fue una carcinóloga y malacóloga cubana. 

## Biografía
Nació en La Habana, de padres inmigrantes españoles. Cursó la secundaria en Asturias; asistió a la Universidad Complutense de Madrid, pero pronto debió retornar a Cuba, puesto que sus padres eran republicanos y había estallado la Guerra Civil Española. En 1938 se bachilleró en ciencias en la Universidad de La Habana, donde siguió activa como asistente de cátedra. En 1941 se casó con el economista y geógrafo Gerardo Canet.
En 1942 recibe una beca Guggenheim para estudiar biología y ecología; esto, además de una beca Alexander Agassiz en oceanografía y zoología y una beca de la Institución Oceanográfica de Woods Hole, le permitió asistir al Radcliffe College. Recibió su maestría en biología en 1944, lo que la convirtió en una de las primeras mujeres en concurrir a la Universidad Harvard.
Fue la primera mujer cubana en recibir un doctorado de una universidad de la Ivy League. Al retornar a Cuba, Fidel Castro la prohibió, y debió emigrar con su familia. Pronto se convirtió en una de las más famosas zoólogas del mundo en su especialidad al estudiar los Dendrobranchiata. 
En México colaboró en el entonces Instituto Nacional de Pesca por parte de la Organización de las Naciones Unidas para la alimentación y la agricultura con el fin de capacitar al personal inicial del instituto, entre ellos María Concepción Rodríguez de la Cruz.

## Publicaciones
- Isabel Pérez Farfante & Brian Kensley (1997). Penaeoid and Sergestoid Shrimps and Prawns of the World: Keys and Diagnoses for the Families and Genera. Washington, D.C.: National Museum of Natural History. ISBN 2-85653-510-0.